# 磊哥
磊哥（1984年7月15日—），本名張磊，是一位出生於中國天津的網紅。他支持中國政府和中国共产党，反對西方民主制度和台獨，时常在其頻道中批评台湾、美国等民主体制的政治社会问题與和自己观念不同的網紅。 

## 經歷
磊哥於2015年移民到加拿大。在移民初期，他從事搬運、裝修及清潔等藍領工作。後來受到中國學者張維為、陳平等人的思想影響，2020年开始在YouTube上做爱国时政视频和财经投资类节目并收获大量粉丝和流量。约一年半后，他返回中國，成为支持中共、在中国互联网上影响力较大的头号網紅之一，并以直播帶貨和视频扫码打赏為主要收入來源。
與在加拿大的藍領工作相比，磊哥認為通過吸引支持中國政府的觀眾來獲取收入更為容易。他的大部分收入用於支持留在加拿大的妻兒生活。 2018年，他的女兒在加拿大出生。
2023年9月27日下午，磊哥參加「全国网络名人看泰州」活动。
2022年2月，有報導指稱磊哥支付1萬5900元人民幣尋求性服務，隨後他發現自己可能遭遇詐騙並向警方報案，磊哥對此未承認相關行為。該事件於2023年11月14日被公開披露，並伴隨多項所稱相關材料在推特上流傳。
2023年11月15日，磊哥在推特上對該指控作出回應，否認嫖娼行為，並表示自己並不擔心。他補充說，他暫時無法透露更多信息，並等待後續調查結果。

### 粉絲群體
磊哥因其支持中華人民共和國政府的言論而吸引了一批忠實粉絲。這些粉絲認同磊哥的觀點，並積極在社交媒體上表達支持，有時會對批評者提出反駁。他們認為磊哥的看法具有參考價值，並在遇到涉及中國現狀、習近平及中國共產黨的相關討論時，會表達自己的立場，維護磊哥及中華人民共和國政府的形象。

## 外部連結
- 磊哥聊政經的X（前Twitter）
- 磊哥的哔哩哔哩个人空间
- 正直的磊哥微博